# Vitória Sport Clube
Il Vitória Sport Clube, internazionalmente meglio noto come Vitória de Guimarães o Vitória Guimarães per distinguerlo dal Vitória Setúbal, è una società polisportiva portoghese, fondata a Guimarães nel 1922. La sua sezione più nota, quella calcistica, milita nella Primeira Liga, la massima divisione del campionato portoghese di calcio.
Disputa le sue partite casalinghe nell'Estádio D. Afonso Henriques, capace di contenere 30.000 spettatori. Nel suo palmarès figurano una Coppa e una Supercoppa di Portogallo. I suoi colori sociali sono il bianco e il nero.

## Storia
Il Vitoria Sport Clube viene fondato il 22 settembre 1922. Inizia presto a giocare nei campionati locali, e nel 1939 vince il primo titolo di Campione di Minho. Intanto in Portogallo era nato il torneo nazionale, al quale il Vitoria partecipa per la prima volta nella stagione 1941-1942, dopo la vittoria per 6-4 sull'União de Lamas; in questa stessa stagione viene contemporaneamente raggiunta anche la prima finale di Taça de Portugal, che viene però vinta per 2-0 dal Belenenses. Il club rimane in massima divisione fino al termine del campionato 1954-1955, prima di trascorrere tre anni al secondo livello. La stagione 1959-1960 sarà ricordata perché Edmur Ribeiro diviene capocannoniere del torneo, mentre, dopo il quarto posto dell'anno successivo, il Vitoria raggiunge nel 1962-1963 un'altra finale di Coppa, nella quale subisce però una nuova sconfitta (4-0 contro lo Sporting Lisbona).
Intanto la situazione di classifica migliora, inoltre si registra una nuova finale nella Taça de Portugal 1975-1976; questa termina comunque con una nuova sconfitta (2-1 per il Boavista). Dopo aver esordito brevemente nelle competizioni europee nella Coppa UEFA 1983-1984 (eliminazione al primo turno con l'Aston Villa) i portoghesi ottengono un risultato di rilievo nella edizione 1986-1987: qui, dopo aver sconfitto anche l'Atlético Madrid, vengono raggiunti i quarti. Soddisfazione anche per Paulinho Cascavel, che viene incoronato miglior marcatore in Primeira Divisão.
La stagione 1988-1989 inizia con la conquista del primo trofeo, la Supertaça Cândido de Oliveira, al quale il club partecipa nonostante la sconfitta col Porto nella finale di Taça poiché la squadra biancoblu aveva anche vinto la Superliga; questa dà l'accesso anche a quella che sarà l'unica partecipazione alla Coppa delle Coppe. Negli anni novanta si concentra la maggior parte degli accessi alla Coppa UEFA, in particolare nell'edizione 1996-1997 i lusitani eliminano il Parma al primo turno, mentre l'anno seguente vengono subito estromessi dalla Lazio. Questo comunque a testimonianza di un buon periodo in campionato, che ha come picco il raggiungimento del terzo posto nel 1997-1998.
Una nuova retrocessione avviene però al termine della Primeira Liga 2005-2006, seguita comunque da una pronta risalita e dal terzo posto del 2007-2008, ottenuto ai danni del Benfica. Il Vitoria disputa così il terzo turno preliminare della Champions League 2008-2009, ma fallisce l'accesso alla fase a gruppi in seguito alla sconfitta col Basilea. Dopo essere stato nuovamente sconfitto dal Porto nella finale della Taça de Portugal 2010-2011 arriva finalmente la vittoria del primo trofeo, nell'edizione 2012-2013 della manifestazione: ad essere battuto è il Benfica, per 2-1. Le due squadre si incontrano nuovamente quattro anni dopo, ma stavolta sono le Aquile ad avere la meglio. In questo periodo si contano anche tre partecipazioni alla Supertaça Cândido de Oliveira, mentre in seguito la squadra raggiunge il quarto posto nella Primeira Liga 2016-2017.

## Strutture

### Stadio

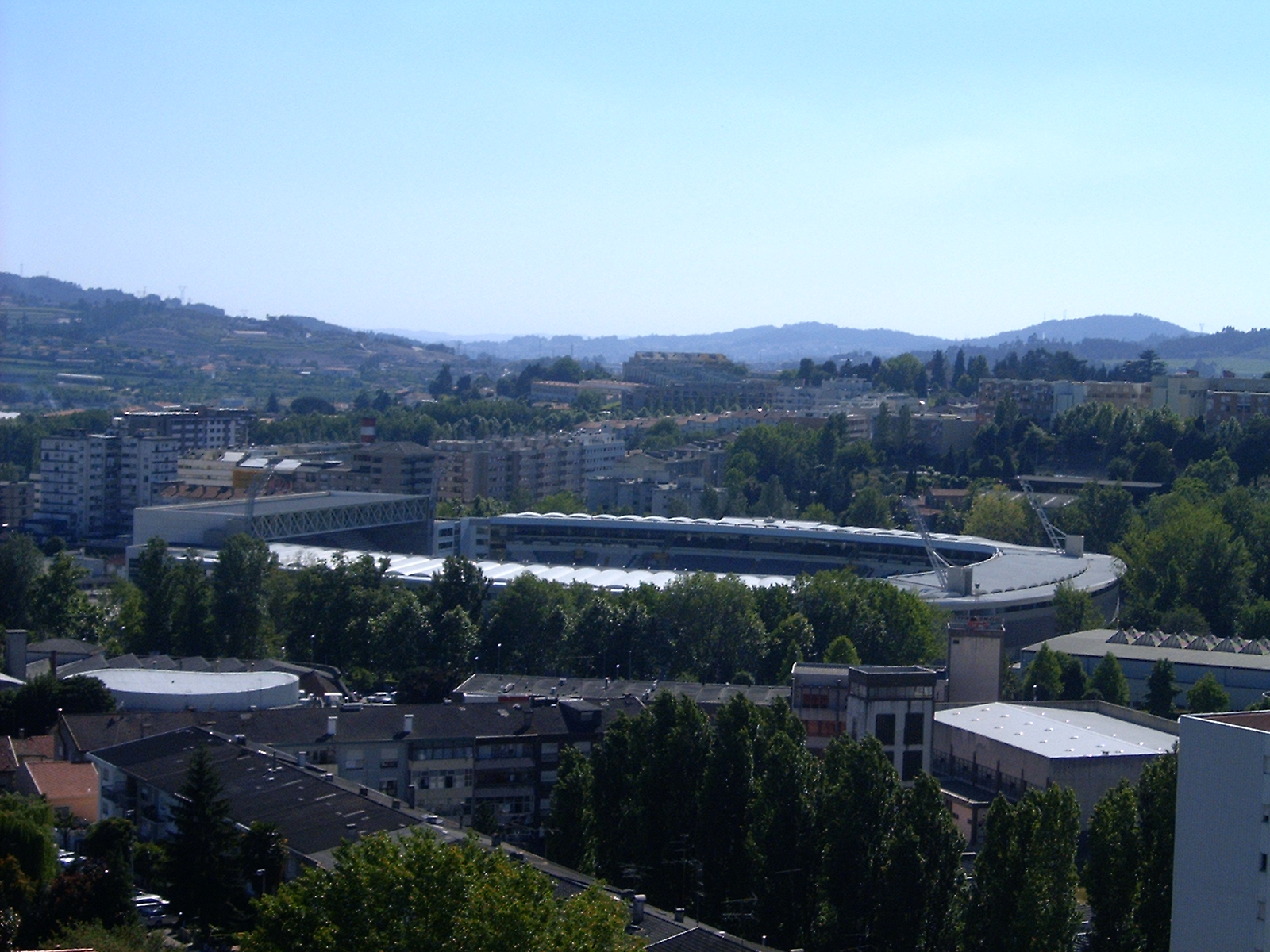
Panoramica dello Estádio D. Afonso Henriques.

Il club disputa le sue partite casalinghe nello Estádio D. Afonso Henriques, che può contenere 30.000 spettatori. L'impianto è stato aperto nel 1965 ma è stato ristrutturato nel 2003, in modo che potesse ospitare due gare del campionato d'Europa 2004.

## Società

### Altre sezioni della polisportiva
Oltre al calcio la polisportiva ha attive le sezioni di atletica leggera, pugilato e kickboxing, calcio femminile, judo, pallanuoto, taekwondo, pallavolo, pallacanestro, jujitsu, nuoto e ping-pong.

## Allenatori e presidenti
Di seguito è riportata la lista degli allenatori che si sono succeduti alla guida del club nella sua storia.
- 1955-1956  Fernando Vaz
- 1957-1958  Fernando Vaz
- 1965-1966  Jean Luciano
- 1966-1968  Juca
- 1968-1969  Jorge Silva Vieira
- 1969-1970  Fernando Caiado
- 1970-1971  Jorge Silva Vieira
- 1975-1977  Fernando Caiado
- 1977-1979  Mário Wilson
- 1979-1980  Antonio Imbelloni
- 1980-1982  José Maria Pedroto
- 1983-1984  Hermann Stessl (1 lug.-20 mar.)
 Alfredo Murça (25 mar.-30 giu.)
- 1984-1985  Raymond Goethals
- 1985-1986  António Morais
- 1986-1987  Paulo Autuori,  Marinho Peres
- 1987-1988  Oliveira
- 1988-1989  Geninho
- 1989-1990  Paulo Autuori
- 1990-1991  Pedro Rocha
- 1991-1992  João Alves,  Acácio Casimiro
- 1992-1993  Marinho Peres
- 1993-1994  Bernardino Pedroto
- 1994-1995  Quinito
- 1995-1996  Vítor Oliveira
- 1996-1998  Jaime Pacheco
- 1997-2000  Quinito
- 2000-2001  Paulo Autuori (1 lug.-18 nov.)
 Álvaro (1 dic.-26 feb.)
 Augusto Inácio (28 gen.-30 giu.)
- 2001-2003  Augusto Inácio
- 2003-2004  Augusto Inácio (1 lug.-8 dic.)
 Jorge Jesus (30 nov.-30 giu.)
- 2004-2005  Manuel Machado
- 2005-2006  Vítor Pontes
- 2005-2006  Vítor Pontes
 Jaime Pacheco (1 lug.-9 dic.)
- 2006-2007  Luís Norton de Matos,  Manuel Cajuda
- 2007-2009  Manuel Cajuda
- 2009-2010  Nelo Vingada (1 lug.-8 ott.)
 Paulo Sérgio (20 ott.-30 giu.)
- 2010-2011  Manuel Machado
- 2011-2012  Manuel Machado (1 lug.-26 ago.)
 Rui Vitória (1 set.-30 giu.)
- 2012-2015  Rui Vitória
- 2015-2016  Armando Evangelista (1 lug.-21 set.)
 Sérgio Conceição (23 set.-30 giu.)
- 2016-2017  Pedro Martins
- 2017-2018  Pedro Martins (1 lug.-18 feb.)
 José Peseiro (28 feb.-30 giu.)
- 2018-2019  Luís Castro
- 2019-2020  Ivo Vieira
- 2020-2021  Tiago (1 lug.-8 ott.)
 João Henriques (12 ott.-5 apr.)
 Bino (5 apr.-13 mag.)
 Moreno (13 mag.-30 giu.)
- 2021-2022  Pepa

## Calciatori

### Capocannonieri del campionato
- 1959-1960  Edmur Ribeiro (25 reti)
- 1986-1987  Paulinho Cascavel (22 reti)

## Palmarès

### Competizioni nazionali
- Coppa del Portogallo: 1

2012-2013
- Supercoppa di Portogallo: 1

1988

### Altri piazzamenti
- Campionato portoghese:

Terzo posto: 1968-1969, 1986-1987, 1997-1998, 2007-2008
- Coppa del Portogallo:

Finalista: 1941-1942, 1962-1963, 1975-1976, 1987-1988, 2010-2011, 2016-2017
Semifinalista: 1943-1944, 1961-1962, 1983-1984, 1989-1990, 1992-1993, 2005-2006, 2023-2024
- Coppa di Lega portoghese:

Semifinalista: 2008-2009, 2019-2020
- Supercoppa di Portogallo:

Finalista: 2011, 2013, 2017
- Segunda Liga:

Secondo posto: 2006-2007
- Segunda Divisão:

Secondo posto: 1955-1956, 1957-1958
Terzo posto: 1956-1957

## Statistiche e record

### Partecipazione ai campionati e ai tornei internazionali

#### Campionati nazionali
Dalla stagione 1934-1935 alla 2020-2021 il club ha ottenuto le seguenti partecipazioni ai campionati nazionali:
| Livello   | Categoria                             | Partecipazioni | Debutto   | Ultima stagione | Totale |
| --------- | ------------------------------------- | -------------- | --------- | --------------- | ------ |
| 1º        | Primeira Divisão / Primeira Liga      | 76             | 1942-1943 | 2020-2021       | 76     |
| 2º o inf. | Segunda Divisão o divisioni inferiori | 11             | 1934-1935 | 2006-2007       | 11     |

#### Tornei internazionali
Alla stagione 2019-2020 il club ha ottenuto le seguenti partecipazioni ai tornei internazionali:
| Categoria                                | Partecipazioni | Debutto   | Ultima stagione |
| ---------------------------------------- | -------------- | --------- | --------------- |
| Coppa dei Campioni/UEFA Champions League | 1              | 2008-2009 | 2008-2009       |
| Coppa delle Coppe                        | 1              | 1988-1989 | 1988-1989       |
| Coppa UEFA/UEFA Europa League            | 16             | 1978-1979 | 2019-2020       |

### Statistiche individuali
Il giocatore con più presenze nelle competizioni europee è N'Dinga Mbote a quota 20, mentre il miglior marcatore è Paulinho Cascavel con 5 gol.

### Statistiche di squadra
A livello internazionale la miglior vittoria è per 6-0, ottenuta contro il Ventspils nel terzo turno preliminare della UEFA Europa League 2019-2020, mentre la peggior sconfitta è il 5-0 subito contro l'Aston Villa nel primo turno della Coppa UEFA 1983-1984.

## Tifoseria

### Gemellaggi e rivalità
Il club vive un'intensa rivalità con il Braga, data anche la vicinanza tra le due città; l'incontro è noto come Dérbi do Minho.
I White Angels, il gruppo Ultras principale della curva, è considerato uno dei gruppi Ultras più violenti e più calorosi del Portogallo. 
Il Guimaraes è una delle squadre più tifate nel paese, soprattutto nell'omonima città, e nella parte settentrionale del paese.

## Organico

### Rosa 2024-2025
Aggiornata al 22 gennaio 2025.
| N. |                       | Ruolo | Calciatore       |
| -- | --------------------- | ----- | ---------------- |
| 2  | Portogallo (bandiera) | D     | Miguel Maga      |
| 3  | Venezuela (bandiera)  | D     | Mikel Villanueva |
| 4  | Portogallo (bandiera) | D     | Filipe Relvas    |
| 5  | Portogallo (bandiera) | C     | Marco Cruz       |
| 7  | Portogallo (bandiera) | A     | Nélson Oliveira  |
| 8  | Portogallo (bandiera) | C     | Tomás Händel     |
| 9  | Venezuela (bandiera)  | A     | Jesús Ramírez    |
| 10 | Portogallo (bandiera) | C     | Tiago Silva      |
| 13 | Brasile (bandiera)    | A     | João Mendes      |
| 14 | Capo Verde (bandiera) | P     | Bruno Varela     |
| 15 | Spagna (bandiera)     | D     | Óscar Rivas      |
| 17 | Portogallo (bandiera) | C     | João Mendes      |
| 18 | Capo Verde (bandiera) | C     | Telmo Arcanjo    |
| 20 | Portogallo (bandiera) | C     | Samu             |

| N. |                          | Ruolo | Calciatore        |
| -- | ------------------------ | ----- | ----------------- |
| 21 | Guinea-Bissau (bandiera) | A     | Vando Félix       |
| 22 | Brasile (bandiera)       | D     | Hevertton         |
| 24 | Croazia (bandiera)       | D     | Toni Borevković   |
| 27 | Brasile (bandiera)       | P     | Charles           |
| 28 | Portogallo (bandiera)    | C     | Zé Carlos         |
| 44 | Portogallo (bandiera)    | D     | Jorge Fernandes   |
| 47 | Portogallo (bandiera)    | P     | João Oliveira     |
| 71 | Portogallo (bandiera)    | C     | Gustavo Silva     |
| 76 | Angola (bandiera)        | D     | Bruno Gaspar      |
| 77 | Portogallo (bandiera)    | D     | Nuno Santos       |
| 79 | Portogallo (bandiera)    | A     | José Bica         |
| 86 | Canada (bandiera)        | A     | Dieu-Merci Michel |
| 91 | Portogallo (bandiera)    | P     | Gui               |
|    | Angola (bandiera)        | C     | Beni              |